# Rio Telica
Telica é um rio localizado no território de Honduras, na América Central.